# Rainier de Toscana
Rainier de Toscana o Rainier de Monte de Santa Maria (+ 1027) fou marquès de Toscana des de 1014 fins a la seva mort i, també duc de Spoleto i Camerino (1010-1020).

## Biografia
La tradició diu que Rainier era fill del comte Ardicini o Arduicino (fill d'Arduí d'Ivrea) i de Wil·la o Gisla, filla d'Hug I de Spoleto. No obstant això, l'origen llegendari de Rainier no resisteix a l'evidència històrica, ja que Rainier ja era al govern de la Toscana quan es va celebrar el matrimoni entre Wil·la i Arduí.
Està documentat el fet que Rainier va néixer al segle X del comte Guiu Ripuari però, no obstant això, no és clar si aquest Guiu comte era el fill del comte Teudegrim que dels 927 es va convertir en íntim del rei Hug d'Arle i més tard fundador dels comtes Guidi, o si pertanyia a la branca dels comtes Alberti de Panico i de Vernio, tots d'origen i dret Ripuari. La majoria veu el pare de Rainier, el comte Guiu, com a fill d'un marquès de nom Hug que l'any 960 va fundar l'abadia de Santa Maria a Petrojo al comtat de Perusa. Es va establir que històricament Rainier era el germà de Elempert o Alimbert, bisbe d'Arezzo.
Rainier va succeir en el govern de la Toscana després de la mort del marquès Adalbert III el 1014, però probablement ja abans havia estat nomenat com a duc de Spoleto i marquès de Camerino (vers 1010). Un decret de 1014, citat en la crònica de Farfa, es va signar a la torre de Corneto, avui Tarquinia, prop de Civitavecchia, pel marquès i duc Rainier a favor de l'abat de Farfa que, com a situada a Sabínia, formava part del govern ducal de Spoleto i la Marca, el que demostraria que si Rainier expedia decrets en aquesta zona significava que també n'era senyor. En el mateix any 1014 també va tenir lloc a Corneto un judici tingut per un gastald del duc i marquès Rainier a favor de l'abat Winizzone del monestir Amiatino, respecte a determinats béns que aquest monestir posseïa al riu Marta; i un altre gastald de Rainier a l'octubre d'aquest mateix any va participar a Gregnano a la vall del Tíber, avui un barri de Caprese Michelangelo, a una permuta de béns.
Entre els documents relatius a Rainier a l'Arxiu Diplomàtic Florentí n'hi ha un del 2 d'abril de 1015, segons el qual el marquès Rainier, fill del comte Guiu, donava a l'abadia Amiatina un terreny situat al districte de Corneto per pagar les oracions per l'ànima del difunt marquès Hug i de la comtessa Waldrada nascuda de Guillem, que era la seva dona, i per l'ànima d'un fill de nom Rainier acabat de néixer. Per tant, aquest document confirma que el duc i marquès Rainier tenia una esposa, la comtessa Waldrada, filla d'un tal Guillem, i que era pare el 1015 d'un Rainier infant. Aquest document és a l'origen de la confusió sobre l'origen de Rainier, ja que els genealogistes antics creien que Rainier honorava la memòria d'Hug I de Spoleto, però de fet el marquès Hug referit era Hug Ripuari dels senyors de Monte Santa Maria, el qual l'any 960 va fundar l'Abadia de Santa Maria en Petroio al comtat de Perusa.
El 1015, Rainier va fer restituir als monjos de l'abadia de Marturi, prop de Poggibonsi, molts béns que havien estat presos pel seu antecessor, encara que els cronistes o annalistes Camaldolencs argumenten que alguns dels béns Ranieri els va guardar per a si mateix. En aquest any, també, un altre gastald del marquès Rainieri, en una cerimònia el 27 de febrer a Stazzano, a Pistoia, va confirmar a l'abadia de Mont Taona tots els béns de Bagio que van ser donats a l'abadia al setembre de 1009 pel marquès Adalbert.
El marquès Ranieri l'octubre de 1016, a Arezzo, va emetre un decret juntament amb el comte Hug d'aquesta ciutat, a favor de l'abadia d'Arezzo dedicada a la Santes Flora i Lucilla. Més important, però, és un altre instrument de 10 de gener de 1019 escrit a Marturi a la zona de Florència, en el qual el marquès Rainier amb la seva dona la comtessa Waldrada o Gualdrada, donava a l'abadia de Passignano alguns actius localitzats a Val di Pesa a la parròquia de San Pancrazio en sufragi per l'ànima de l'habitual marquès.
Després, des 1019 fins a 1026, hi ha un complet silenci relacionat amb Rainier de Santa Maria com a senyor de la Toscana. Com, d'altra banda, no hi ha més rastre del seu fill Rainier és concebible que el presumpte hereu del marquès hagués mort a una edat primerenca.
El nom de Rainieri torna al primer pla entre els anys 1026 i 1027, quan aquell hivern va reunir les seves tropes a Lucca, on es va fortificar amb la intenció de tancar el pas a Conrad II que es disposava a entrar a la Toscana per dirigir-se amb el seu exèrcit a Roma per ser coronat emperador. Aquestes manifestacions hostils del marquès Ranieri al nou sobirà li haurien costat potser la seva vida, així com amb seguretat la pèrdua del govern de la Toscana. De fet, des 1026/1027 en endavant, el nom del Marquès Rainier de Monte Santa Maria ja no es registra en documents públics o records històrics, i el 1028 un document recorda a un altre marquès i duc de Toscana, en la persona del llombard Bonifaci III, pare de la gran comtessa Matilde.
Potser va ser l'exemple d'aquesta desgraciada final de Rainier el que va animar a Sant Pere Damià a escriure una carta a Wil·la, recent esposa d'un nebot del marquès Rainier de Monte Santa Maria, on en un moment diu: "Transisti sane, filia, per nuptialis jura connubii in domum satis amplam; sed fateor, male loratam, opibus, et dignitate conspicuam".
El 1030 el marquès Ranieri apareix com a difunt en un document de data 19 d'octubre d'aquest any, on també s'esmenten algunes de les propietats urbanes situades a Arezzo, que foren del mateix Rainier, "que fou marquès". També en una altra escriptura de desembre 1031 es mencionen algunes de les propietats ubicades a la parròquia de San Martino a Castro prop d'Arezzo que havien pertangut "al que fou marquès" Rainier, fill de comte Guiu.